# لارا پایپر
لارا پایپر (انگلیسی: Lara Piper؛ زادهٔ ۲۲ نوامبر ۱۹۷۳) یک هنرپیشه اهل ایالات متحده آمریکا است. وی از سال ۱۹۸۸ میلادی تاکنون مشغول فعالیت بوده‌است.